# Андріанов Василь Михайлович
Василь Михайлович Андріанов (нар. 21 березня 1902, село Пісочня Жиздринського повіту Калузької губернії, тепер місто Кіров Калузької області, Російська Федерація — 3 жовтня 1978, місто Москва, Російська Федерація) — радянський партійний діяч, 1-й секретар Свердловського та Ленінградського обкомів і міськкомів ВКП(б). Член ЦК ВКП(б) в 1939—1956 р. Член Організаційного бюро ЦК ВКП(б) в березні 1946 — жовтні 1952 р. Член Президії ЦК КПРС в жовтні 1952 — березні 1953 р. Депутат Верховної Ради СРСР 1—3-го скликань.

## Біографія
Народився 8(21) березня 1902 року в родині тесляра у селі Пісочня Жиздринського повіту Калузької губернії (за іншими даними — в Рославльському повіті Смоленської губернії). У вересні 1915 — липні 1917 р. — учень кравця-кустаря Харитошина в селі Семирічі Рославльського повіту Смоленської губернії. У серпні 1917 — березні 1918 р. — наймит у багатого селянина села Мілового Рославльського повіту.
У квітні 1918 — грудні 1920 р. — чорнороб контори комерційної служби залізниці на станції Пісочня приватної Мальцевської залізниці Орловської губернії. У грудні 1920 — травні 1924 р. — ремонтний робітник контори служби шляхів на станції Дятьково Мальцевської залізниці Брянської губернії.
У травні 1924 — листопаді 1925 р. — палітурник, червоноармієць бронепоїзду № 16 і Карачевського вогнескладу РСЧА в Брянській губернії.
У листопаді 1925 — листопаді 1926 р. — уповноважений газети «Брянский рабочий» у місті Брянську.
Член ВКП(б) з вересня 1926 року.
У грудні 1926 — листопаді 1927 р. — голова правління кредитного товариства села Пісочня Бежецького повіту Брянської губернії. У грудні 1927 — червні 1928 р. — член ревізійної комісії Брянської губернської сільпромспілки.
У липні 1928 — липні 1931 р. — студент робітничого факультету при Московському індустріально-педагогічному інституті імені Карла Лібкнехта.
У липні — листопаді 1931 р. — заступник завідувача організаційного відділу Бауманського районного комітету ВКП(б) міста Москви. У листопаді 1931 — січні 1932 р. — заступник секретаря Вишневолоцького районного комітету ВКП(б) Московської області. У січні 1932 — листопаді 1934 р. — відповідальний інструктор Московського міського комітету ВКП(б).
У листопаді 1934 — вересні 1937 р. — студент механіко-математичного факультету Московського державного університету імені Покровського, закінчив чотири курси.
У вересні 1937 — січні 1938 р. — 1-й секретар Ковровського міського комітету ВКП(б) Івановської області. У січні — травні 1938 р. — відповідальний організатор відділу керівних партійних органів ЦК ВКП(б).
У травні — серпні (листопаді) 1938 р. — 2-й секретар Сталінградського обласного комітету ВКП(б). У серпні — грудні 1938 р. — заступник завідувача відділу керівних партійних органів ЦК ВКП(б).
10 січня 1939 — 26 березня 1946 р. — 1-й секретар Свердловського обласного і міського комітетів ВКП(б).
2 серпня 1946 — 10 липня 1948 р. — заступник начальника Управління з перевірки партійних органів при ЦК ВКП(б). У жовтні 1946 — лютому 1949 р. — заступник голови Ради у справах колгоспів при Раді Міністрів СРСР.
22 лютого 1949 — 25 листопада 1953 р. — 1-й секретар Ленінградського обласного комітету ВКП(б). Одночасно, у лютому 1949 — січні 1950 р. — 1-й секретар Ленінградського міського комітету ВКП(б).
У грудні 1953 — серпні 1956 р. — заступник міністра державного контролю СРСР.
З серпня 1956 — персональний пенсіонер союзного значення у місті Москві. У 1958 році закінчив Вищу партійну школу при ЦК КПРС.
Похований в Москві на Новодівочому цвинтарі.

## Нагороди
- чотири ордени Леніна (1942, 1943, 1944, 1945)
- орден Вітчизняної війни I ступеня (.02.1945)
- ордени
- медалі